# Nec spe nec metu

Stemma di Feltre

Isabella d'Este

Nec spe nec metu (Né con speranza, né con timore) è un motto in lingua latina che non ha fonte certa, ma, proprio per il suo significato, è stato usato e fatto proprio da più persone, gruppi e istituzioni. Può essere inteso come invito a una vita stoica, ad accettare appunto senza speranza né timore gli eventi e le avversità.
La fonte scritta a cui si sono riferiti i più sono le Vitae germanorum iureconsultorum et politicorum di Melchior Adam. C'è chi ipotizza che fosse una massima popolare della medicina antica con un significato diverso dal principale: Non si cura con la sola speranza, né con il timore.
È però possibile rintracciare un parallelo (e una probabile fonte) della locuzione nell'orazione Post reditum in senatu (57 a.C.) di Cicerone. In essa Cicerone esprime il suo ringraziamento al Senato che lo aveva richiamato in patria, mettendo fine al lungo esilio di 18 mesi, cui lo aveva condannato il suo acerrimo nemico Publio Clodio Pulcro. Ripercorrendo le vicende passate, Cicerone ricorda che al terrore imposto da Clodio e i suoi complici si erano opposti alcuni magistrati "quos neque terror nec vis, nec spes nec metus, nec promissa nec minae, nec tela nec faces a vestra auctoritate, a populi Romani dignitate, a mea salute depellerent ("che né il terrore né la violenza, né la speranza né la paura, né le promesse né le minacce, né le armi né le fiaccole fecero allontanare dalla vostra autorità, dalla dignità del popolo romano e dalla mia salvezza [Post reditum, 7, 9]).
A livello di istituzioni il motto appare nello stemma del Comune di Feltre ed è il motto dal 1933 del 7º Reggimento alpini che lo associò al più vecchio Ad excelsa tendo del 1900. Il 7º Reggimento alpini fra i suoi battaglioni aveva lo storico Feltre. Inoltre, è il motto ufficiale che compare nel crest (stemma) dell'Agenzia delle Dogane e dei Monopoli (ADM).
A livello personale fu il motto di Isabella d'Este, marchesa di Mantova, ispiratole dal suo precettore, l'umanista Mario Equicola, che le dedicò già nel 1506 - assieme alla dedica a Giuliano De Medici - un omonimo opuscolo a stampa: "Nec spe nec metu. Dialogus ad Iulianum Medicem", pubblicato in Mantova, per Francesco Bruschi, nel 1513.
Fu, inoltre, motto di Filippo II di Spagna, inscritto sulla torre campanaria - carillon - dello Schepenhuis di Aalst nel 1555.
Il motto ha stimolato autori della letteratura come Walt Whitman, Nikos Kazantzakis ed Ezra Pound.
Il motto viene talvolta usato in discorsi ufficiali come punto di partenza da situazioni difficili. È entrato nel mondo economico italiano il 7 giugno 2004 nella relazione del presidente Consob Lamberto Cardia illustrando l'anno di attività della sua istituzione, sottolineando il momento duro e la possibilità di uscita con coraggio e con serenità.
La frase usata da Cardia è entrata ed usata nel mondo economico, e ripresa più volte anche da esponenti sindacali come motto per trattative.